# Mesotrosta ignobilis
Mesotrosta ignobilis là một loài bướm đêm trong họ Noctuidae.